# Днепропетровская епархия
Днепропетро́вская и Павлогра́дская епа́рхия — епархия Украинской православной церкви  с центром в Днепре, Украина; включает территории восточных районов Днепропетровской области Украины.
Учреждена в 1775 году как Славя́нская и Херсо́нская, впоследствии Екатериносла́вская.

## История
По мере присоединения к Российской империей во второй половине XVIII века территорий, ранее контролировавшихся Османской империей, усилился приток поселенцев православного исповедания на новые территории, получившие в 1764 году наименование Новороссии. Первоначально малонаселённая область управлялась в церковном отношении Киевскими архиереями чрез полтавских протопопов; с 1760 года — с помощью Старокодакских наместников.
По предложению князя Григория Потёмкина, указом императрицы Екатерины II от 7 сентября (поступил в Синод 9 сентября) 1775 года Новороссийская губерния была включена в новую Славянскую и Херсонскую епархию с кафедрой в Полтаве (название обусловлено тем, что на территорию к тому времени переместились переселенцы, преимущественно славяне из оттоманских и австрийских владений); в пределы епархии также вошла Азовская губерния, включая и казацкую слободу Половица, на месте которой впоследствии был построен Екатеринослав.
В апреле 1784 года к епархии был присоединен также и отвоёванный у Османской империи Крым. 28 ноября 1786 года, с назначением на кафедру архиепископа Амвросия (Серебренникова), епархия была переименована в Екатеринославскую, но кафедра продолжала находиться в Полтаве до 1797 года. Архиепископ Амвросий прибыл в Екатеринославскую епархию в начале января 1787 года, когда сам город Екатеринослав ещё не начали строить.
Для пребывания Екатеринославского архиерейского дома в ноябре 1791 года (ещё 25 апреля 1788 года последовал высочайший указ о учреждении нового монастыря для пребывания Екатеринославского архиерея), по предложению архиепископа Амвросия и согласия князя Потёмкина, был избран Самарский Пустынно-Николаевский монастырь; однако, по свидетельству архиепископа Гавриила (Розанова), ни Амвросий, ни его преемники там никогда «не живали», оставаясь в полтавском Крестовоздвиженском монастыре.
Для попечения о греках на территории Славянской епархии продолжала существовать как автономная греческая Готфийская и Кафийская (Готфо-Кефайская) митрополия, принятая в состав Российской Церкви высочайшим указом от 14 марта 1779 года и существовавшая до кончины 16 февраля 1786 года её архиерея — Игнатия Мариупольского.
21 декабря 1797 года, по указу Павла I, кафедра была перемещена в Новомиргород; епархия же переименована в Новороссийскую (так как Екатеринослав был переименован в Новороссийск). В 1803 году епархия вновь получила название Екатеринославской, и её кафедра в следующем году переместилась во вновь переименованный строящийся Екатеринослав.
В 1813 году незначительная часть западных земель епархии отошли к новосозданной Кишинёвской епархии, которая включала в себя Бессарабию, присоединённую к России в результате русско-турецкой войны 1806—1812 годов.
9 мая 1837 года из Екатеринославской епархии была выделена самостоятельная Херсонская епархия; в ведении первой с тех пор оставалась только Екатеринославская губерния. В 1897 году при Екатеринославской епархии было открыто отделение Императорского православного палестинского общества.
К началу Великой Отечественной войны в Днепропетровске не оставалось ни одного действующего храма. В 1942 году Украинская Автономная Церковь восстановила в Днепропетровске 10, а по всей епархии 318 приходов. В течение 1942 года ремонтировался кафедральный Свято-Троицкий собор Днепропетровска. На Богоявление в 1943 году в Днепропетровске собралось ок. 60 тыс. верующих, чтобы идти крестным ходом на реку Днепр.
Между 1961 и 1990 годами временно управлялась Симферопольскими архиереями.
В 1992 году из состава Днепропетровской епархии решением Священного Синода Украинской Православной Церкви была выделена самостоятельная Запорожская; 27 июля 1996 года — самостоятельная Криворожская епархии.

## Изменения названия
- Славянская и Херсонская (7/9.IX.1775—1784)
- Славянская и Херсонесо-Таврическая (1784—9.IX/28.XI.1786)
- Екатеринославская и Херсонесо-Таврическая (9.IX/28.XI.1786—31.XII.1797)
- Новороссийская и Днепровская (31.XII.1797—4.XII.1803)
- Екатеринославская, Херсонская и Таврическая (4.XII.1803—9.V.1837)
- Екатеринославская и Таганрогская (9.V.1837—1.IV.1911)
- Екатеринославская и Мариупольская (1.IV.1911—1921)
- Екатеринославская и Новомосковская (1921 — 1925)
- Днепропетровская и Запорожская (1926 — 1992)
- Днепропетровская и Криворожская (1992 — 27.VII.1996)
- Днепропетровская и Павлоградская (с 27.VII.1996)

## Епископы
- Евгений (Булгарис) (1 октября 1775 — 5 мая 1779)
- Никифор (Феотоки) (6 августа 1779 — 28 ноября 1786)
- Амвросий (Серебренников) (28 ноября 1786 — 13 октября 1792)
- Иов (Потёмкин) (27 февраля — 10 мая 1793) в/у, еп. Феодосийский
- Гавриил (Банулеско-Бодони) (10 мая 1793 — 29 сентября 1799)
- Афанасий (Иванов) (1 октября 1799 — 18 августа 1805)
- Платон (Любарский) (18 августа 1805 — 20 октября 1811)
- Иов (Потёмкин) (7 февраля 1812 — 28 марта 1823)
- Феофил (Татарский) (19 мая 1823 — 16 октября 1827)
- Онисифор (Боровик) (28 ноября 1827 — 20 апреля 1828)
- Гавриил (Розанов) (22 мая 1828 — 9 мая 1837)
- Анастасий (Ключарёв) (22 мая 1837 — 14 апреля 1838)
- Иннокентий (Александров) (23 апреля 1838 — 19 августа 1853)
- Леонид (Зарецкий) (19 августа 1853 — 14 ноября 1864)
- Платон (Троепольский) (13 декабря 1864 — 21 августа 1868)
- Алексий (Новоселов) (21 августа 1868 — 23 июня 1871)
- Феодосий (Макаревский) (23 июня 1871 — 5 февраля 1885)
- Серапион (Маевский) (16 февраля 1885 — 5 декабря 1891)
- Августин (Гуляницкий) (14 декабря 1891 — 30 ноября 1892)
- Владимир (Шимкович) (5 декабря 1892 — 12 июня 1896)
- Симеон (Покровский) (12 июня 1896 — 4 октября 1911)
- Агапит (Вишневский) (4 октября 1911 — 2 января 1919)
- Димитрий (Вербицкий) (1919) в/у, еп. Уманский
- Гермоген (Максимов) (1919 — ноябрь 1920)
- Евлампий (Краснокутский) (25 сентября 1920—1921) в/у, епископ Александровский
- Владимир (Соколовский-Автономов) (1921 — декабрь 1925)
- Макарий (Кармазин) (декабрь 1925—1928)
- Георгий (Делиев) (1928—1937)
- Константин (Дьяков) (1929) в/у, архиеп. Харьковский
- Сергий (Гришин) (1931) в/у, архиеп. Полтавский
- Димитрий (Маган) (1 августа 1942 — январь 1943)
- Андрей (Комаров) (14 апреля 1944 — 17 июля 1955)
- Симон (Ивановский) (июль — 19 октября 1955) в/у, архиеп. Винницкий
- Гурий (Егоров) (19 октября 1955 — 21 мая 1959)
- Иоасаф (Лелюхин) (21 мая 1959 — 14 августа 1961)
- Алипий (Хотовицкий) (14 августа — 14 ноября 1961)
- Гурий (Егоров) (14 ноября 1961 — 12 июля 1965) в/у, митр. Симферопольский
- Феодосий (Процюк) (12 июля 1965 — 8 октября 1965) в/у, еп. Полтавский
- Леонтий (Гудимов) (8 октября 1965 — 7 октября 1967) в/у, еп. Симферопольский
- Антоний (Вакарик) (7 октября 1967 — 31 мая 1973) в/у, еп. Симферопольский
- Леонтий (Гудимов) (31 мая 1973 — 19 февраля 1990)  в/у, архиеп. Симферопольский
- Варлаам (Ильющенко) (19 февраля — 20 июля 1990) в/у, архиеп. Симферопольский
- Варлаам (Ильющенко) (20 июля — 17 сентября 1990)
- Глеб (Савин) (24 ноября 1990 — 16 сентября 1992)
- Кронид (Мищенко) (19 сентября 1992 — 7 сентября 1993)
- Агафангел (Саввин) (2 — 19 октября 1993) в/у, митр. Одесский
- Ириней (Середний) (с 19 октября 1993)

## Современное состояние
Кафедральные соборы: Свято-Троицкий (Днепр), Спасо-Преображенский (Днепр), Спасский (Павлоград).
Благочинные округа (всего 16):
- Первый городской (правобережный)
- Второй городской (левобережный)
- Больничный
- Днепропетровский районный
- Павлоградский
- Первый Новомосковский
- Второй Новомосковский
- Синельниковский
- Юрьевский
- Петропавловский
- Васильковский
- Покровский
- Межевской

Приходская статистика: 208 приходов; 208 священнослужителей (180 священников, 28 диаконов).
Монастыри:
- Тихвинский женский (Днепр)
- Знаменский женский (с. Вербовское Васильковского района)
- Самарский Свято-Николаевский Пустынный мужской (г. Новомосковск)
- Свято-Вознесенский женский (город Терновка)

Учебные заведения: катехизаторские курсы (Днепр); 45 воскресных школ.

## Периодические издания
- «Мир (газета)», Днепр. Периодичность 4 раза в месяц, формат А3, 12 стр., тираж 19 000, на 01.2012 г. изданы 336 номеров.
- «Спасите наши души (журнал)», Днепр. Издаётся с 11.09.1998. Периодичность раз в месяц, формат А4, 56 стр., тираж 30 000, на 01.2013 г. изданы 165 номеров.
- «Начало (журнал)», Днепр-Запорожье. Периодичность раз в два месяца, формат А4, 38 стр., тираж 12 000, на 01.2013 г. изданы 52 номера.
- «Начало (газета)», Днепр-Запорожье. Периодичность раз в месяц, формат А3, 16 стр., тираж 16 000, на 01.2013 г. изданы 200 номеров.
- «Богдан (журнал)» для детей, Днепр-Запорожье. Периодичность раз в месяц, формат А4, … стр., тираж …, на 2013 г. изданы … номеров.